# Emicizumab
Wikipédia ne donne pas d'avis médical : seul un professionnel (médecin, pharmacien, etc.) est habilité à le faire.
L'emicizumab, vendu sous le nom de marque Hemlibra, est un anticorps monoclonal utilisé en prophylaxie pour le traitement de l'hémophilie de type A. Il a été développé par les entreprises Genentech et Chugai (ja) (toutes deux filiales de Roche).
En France, il figure parmi les médicaments les plus remboursés par l'Assurance maladie (remboursement brut total de 316 millions d'euros en 2023).

## Histoire
L'emicizumab est un anticorps monoclonal humanisé de type immunoglobuline G4 modifiée, produit par la technologie de l’ADN recombinant dans des cellules CHO.
En 2016, un essai clinique de phase I montre qu’il est bien toléré par des sujets sains. Il obtient son autorisation de mise sur le marché français en 2019. En 2024, une étude indique que la molécule offre des avantages par rapport aux autres thérapies, notamment en raison de son administration sous-cutanée et du nombre réduit d'injections, ce qui réduit les réactions au site d'injection et rend la thérapie moins gênante.

## Mode d'action
L'emicizumab possède des sites de liaisons bispécifiques qui lui permet de se lier à la fois au facteur de coagulation IX activé et au facteur X. Il remplit ainsi le rôle du facteur VIII, qui est absent chez les patients atteints d’hémophilie A.

## Prescription
La prescription de l'emicizumab reste exclusivement hospitalière, sous la surveillance d’un médecin expérimenté dans le traitement de l’hémophilie et/ou des troubles de l’hémostase.